# Chinese Immigration Act, 1923
Chinese Immigration Act, 1923, eller Chinese Exclusion Act, var en lag i Kanada från 1923 som antogs av Kanadas parlament, Genom den begränsades invandringen från Kina mycket kraftigt:
Undantagsskälen var:
- Diplomat
- Utbytesstudent
- Artikel 9, "Särskilda skäl"

Lagen upphävdes genom Canadian Citizenship Act 1946.

### Fotnoter
1. ↑  ”House Publications”. House of Commons, Canada. 18 april 2005. sid. 1100. Arkiverad från originalet den 4 juni 2011. https://web.archive.org/web/20110604091117/http://www.parl.gc.ca/HousePublications/Publication.aspx?DocId=1659497&Language=E&Mode=1&Parl=38&Ses=1. Läst 18 september 2012.

Den här artikeln är helt eller delvis baserad på material från engelskspråkiga Wikipedia, 18 september 2012.